# Matthias Rusterholz
Matthias Rusterholz (Suiza, 16 de agosto de 1971) es un atleta suizo retirado especializado en la prueba de 400 m, en la que ha conseguido ser medallista de bronce europeo en 1994.

## Carrera deportiva
En el Campeonato Europeo de Atletismo de 1994 ganó la medalla de bronce en los 400 metros, con un tiempo de 45.96 segundos, llegando a meta tras los británicos Du'aine Ladejo y Roger Black (plata).